# Мериведер Луис
Мериведер Луис (енгл. Meriwether Lewis; Ајви, 18. август 1774 — Хоенволд, 11. октобар 1809) је био амерички истраживач, војник и јавни администратор, најпознатији као вођа експедиције Луиса и Кларка са Вилијамом Кларком. Њихова мисија је била да истраже новостечену територију након куповине Луизијане, организују трговину и успоставе суверенитет над урођеничким племенима поред реке Мисури и присвоје Пацифички северозапад и територију Орегон пре европских држава. Такође су скупљали научне податке и информације о урођеничким народима. Председник САД Томас Џеферсон га је поставио за гувернера Горње Луизијане 1806. године. Умро је од ране нанете ватреним оружјем, али није јасно да ли је то било убиство или самоубиство.